# Ахмед II
Ахмед II (тур. II. Ahmet; 25. фебруар 1643 — 6. фебруар 1695), турски султан 1691—1695. Дошао је на власт 1691. године, када је имао 49 година. Говорио је арапски и персијски језик. Био је син султана Ибрахима и султаније Хатиџе Муазез. Наследио је брата Сулејмана II.

## Владавина
Током своје кратке владавине највише пажње је посветио ратовању против Аустрије, спољној политици, као и економским проблемима. Најважније су биле пореске реформе и доживотни порески систем- Маликане. Ахмедова владавина праћена је страховитим војним поразима у Мађарском рату 1683-1699, разорним пожарима и побунама које су уништиле централну власт владе над провинцијама. Ахмед се доста ослањао на Копрулузаде Фазил Мустафа- пашу. Он је био из познате Копрулу фамилије, која је генерацијама давала способне велике везире. Мустафа је и сам био јако способан везир и војни заповедник. Као и његов отац пре њега, одредио је хапшење и погубљење корумпираних људи у државном врху и поставио себи одане људе. Реформисао је мобилизацију трупа. У октобру 1690. године повратио је Београд, кључну тврђаву за управљање Савом и Дунавом, која је била у рукама Османлија од 1521. године, а освојена од стране Аустрије 1688. године.
Његова победа вратила је наду Османлијама да након многих војних пораза и масовног губитка територија ипак могу да поврате све оно што је изгубљено. Међутим, тај успех био је само привремен. У августу 1691. године Мустафа је претрпео стравичан пораз код Сланкамена. Пораз му је нанео Лудвиг фон Баден, командант који је извојевао многе победе против Османлија. Многи кажу да је то била најкрвавија битка у XVII веку. Ова битка била је, свакако, веома погубна за Османлије. Изгубили су 20 000 људи и великог везира. Тиме је Ахмед II изгубио свој најспособнијег војсковођу и везира. Његовом смрћу изумрла је фамилија Копрулу, која је скоро пола века била камен темељац Османске империје.
Будући велики везири доносили су Османлијама само поразе. У јуну 1692. Аустрија је освојила Варад, седиште османских беглербегова још од 1660. године. Иако су се Аустријанци борили са Французима код Рајне и слали своју најбољу војску тамо, Турци ипак нису успели да поврате изгубљене територије. Било је покушаја да се поврати Варад 1694. године, али се све завршило безуспешно. Османлије су се одрекле Ђула, територије која је служила као санџак још од 1566. године. Након губитка Ђуле, једина територија Османлија у Мађарској била је територија уз Тису и реку Марош са центром у Темишвару. Три недеље касније, 6. фебруара 1695. године султан Ахмед II је преминуо у Једрену, изморен од болести и стреса.

## Карактер
Султан Ахмед II био је велики родољуб и човек са изузетним осећајем за одговорност. Чак и када би био болестан присуствовао би заседањима Дивана и водио их најбоље што је могао. Редовно је позивао народ к себи и пажљиво, пак веома стрпљиво, слушао њихове проблеме, те одмах издавао наређења да се они реше. Он је сматрао да је владар слуга народа, те да као такав треба радити у интересу свога народа.
Одлуке је доносио након консултације са најумнијим људима свога времена. Подстицао је рад занатлија, које је изузетно ценио. Калиграфија је у његово време била на изузетно високом нивоу, а чак је и сам султан Ахмед II био одличан калиграф. Он се такође бавио и писањем поезије.
Сахрањен је поред свога претка, Сулејмана I Величанственог.

## Породица
Био је ожењен Султанијом Рабиом и са њом је имао два сина и ћерку:
- султанија Асије (1694 - 1695):једина ћерка султаније Рабије. Умрла убрзо након рођења
- принц Селим (1492 - 1493):син султаније Рабије. Умро убрзо након рођења од болести.
- принц Ибрахим (1492 - 04.05.1714): брат близанац принца Селима. Био је именован наследником у августу 1703. Причало се да је отрован. Иза себе је имао само једну ћерку:
  - султанија Фахрије (1708-1748)

## Породично стабло
|  |                   |  |  |  |  |  |  |  |  |  |  |  |  |  |  |  |
|  | 2. Ибрахим I      |  |  |  |  |  |  |  |  |  |  |  |  |  |  |  |
|  |                   |  |  |  |  |  |  |  |  |  |  |  |  |  |  |  |
|  |                   |  |  |  |  |  |  |  |  |  |  |  |  |  |  |  |
|  | 1. Ахмед II       |  |  |  |  |  |  |  |  |  |  |  |  |  |  |  |
|  |                   |  |  |  |  |  |  |  |  |  |  |  |  |  |  |  |
|  |                   |  |  |  |  |  |  |  |  |  |  |  |  |  |  |  |
|  | 3. Hatice Muazzez |  |  |  |  |  |  |  |  |  |  |  |  |  |  |  |
|  |                   |  |  |  |  |  |  |  |  |  |  |  |  |  |  |  |
|  |                   |  |  |  |  |  |  |  |  |  |  |  |  |  |  |  |